# 5350 Epetersen
5350 Epetersen eller 1989 GL1 är en asteroid i huvudbältet som upptäcktes den 3 april 1989 av den belgiske astronomen Eric W. Elst vid La Silla-observatoriet. Den är uppkallad efter den danske amatörastronomen Erik V. Petersen.
Asteroiden har en diameter på ungefär 5 kilometer.